# ベグニ

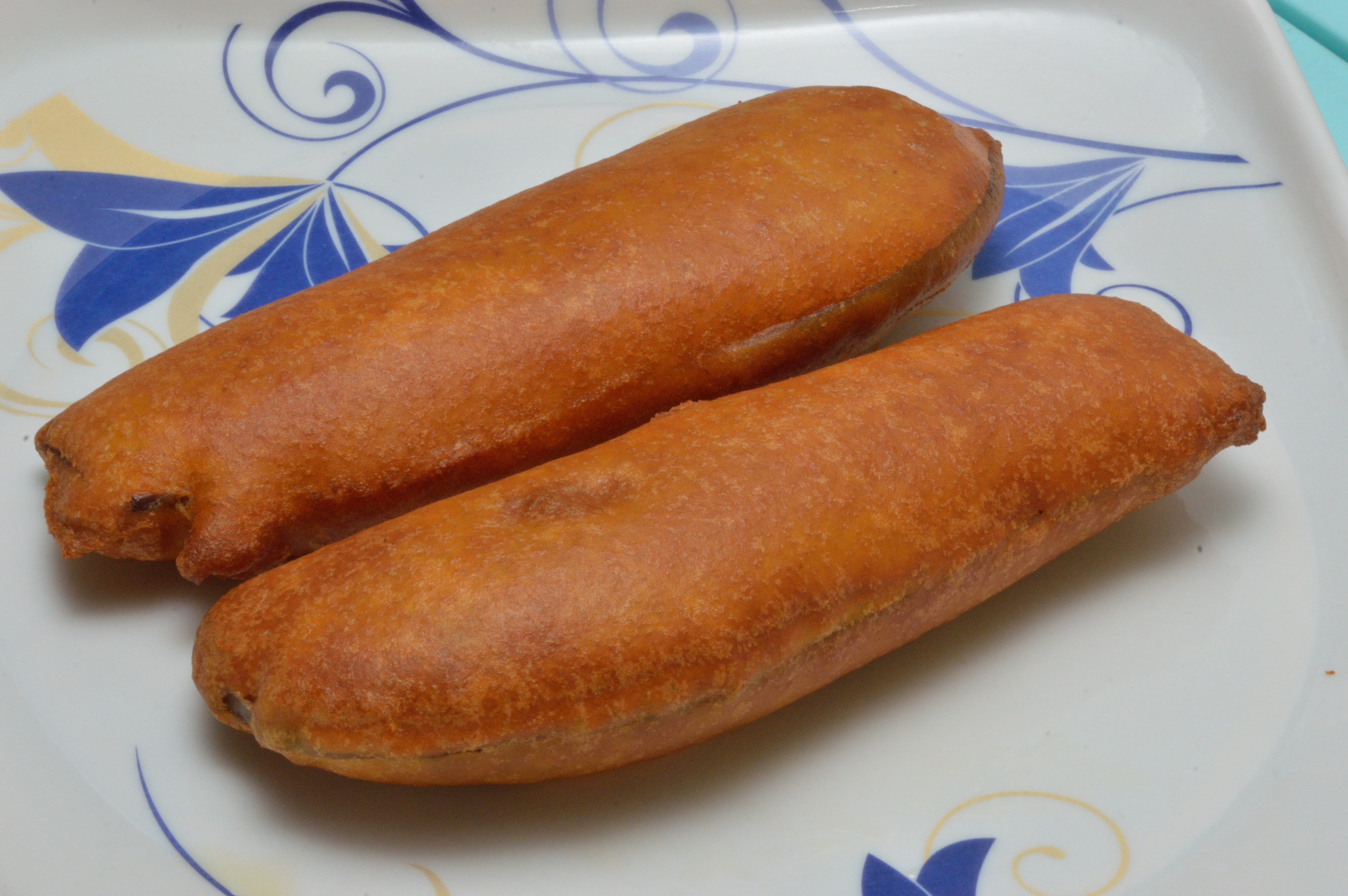
西ベンガル州ハウラーの屋台で供されたベグニ

ベグニ（ベンガル語: বেগুনী）は、ベンガル地方発祥の軽食。薄く切ったナスにベサン（グラムフラワー）の衣を付け、油で揚げたものである。揚げ油にはマスタードオイルを使い、塩やターメリックで味付けする。ベンガル地方だけでなく、インド東部のアッサム州やトリプラ州でもよく食べられる。
日本風に言えば「ナスのインド風天ぷら」である。ヨーロッパ料理の「ナスのフリッター」に似ており、トリニダード・トバゴやガイアナなどカリブ海沿岸で特徴的な料理である「バイガニー」（baiganee）は、薄く切ったナスにプローリーの衣を付けたものであり、類似の料理である。